# Idaea ochrata

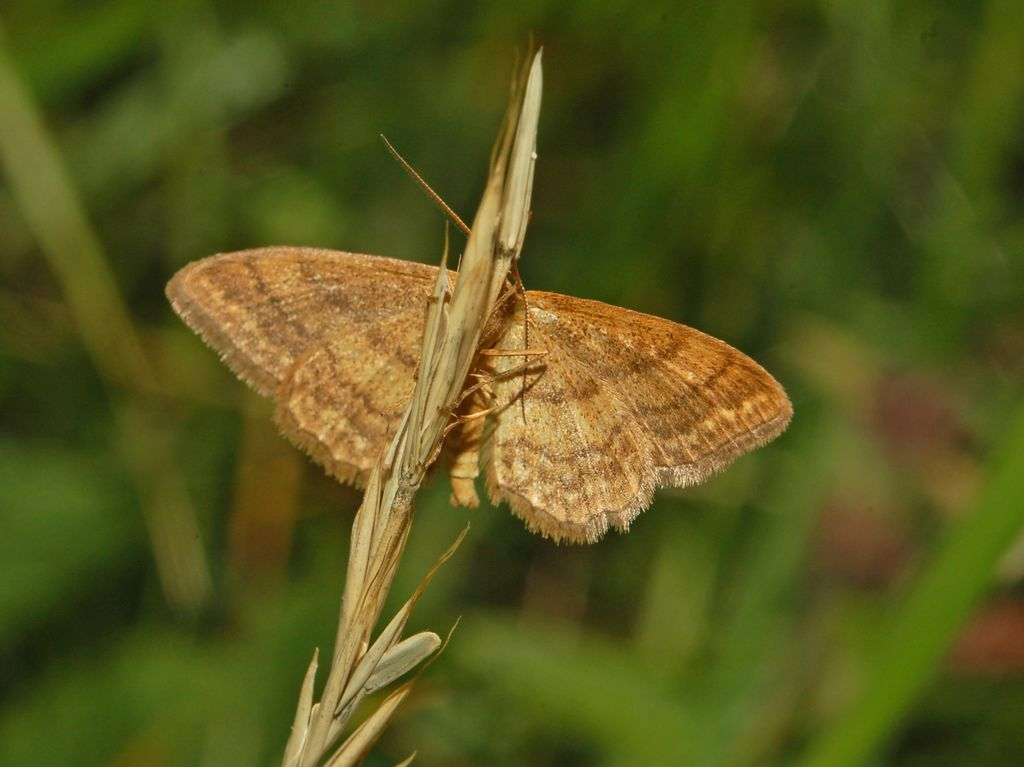
Ventral view

Idaea ochrata là một loài bướm đêm thuộc họ Geometridae. Nó được tìm thấy ở châu Âu.
Loài này có sải cánh dài 21–24 mm.

## Hình ảnh

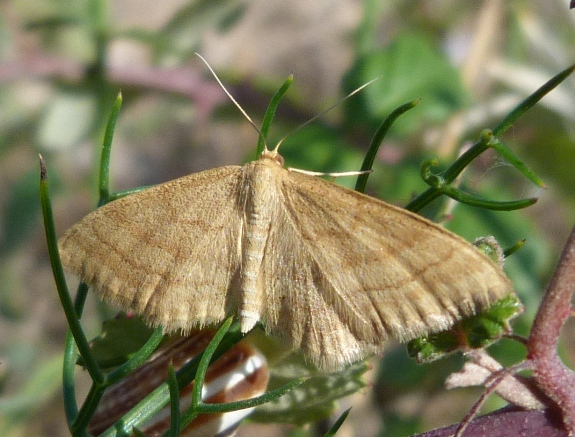
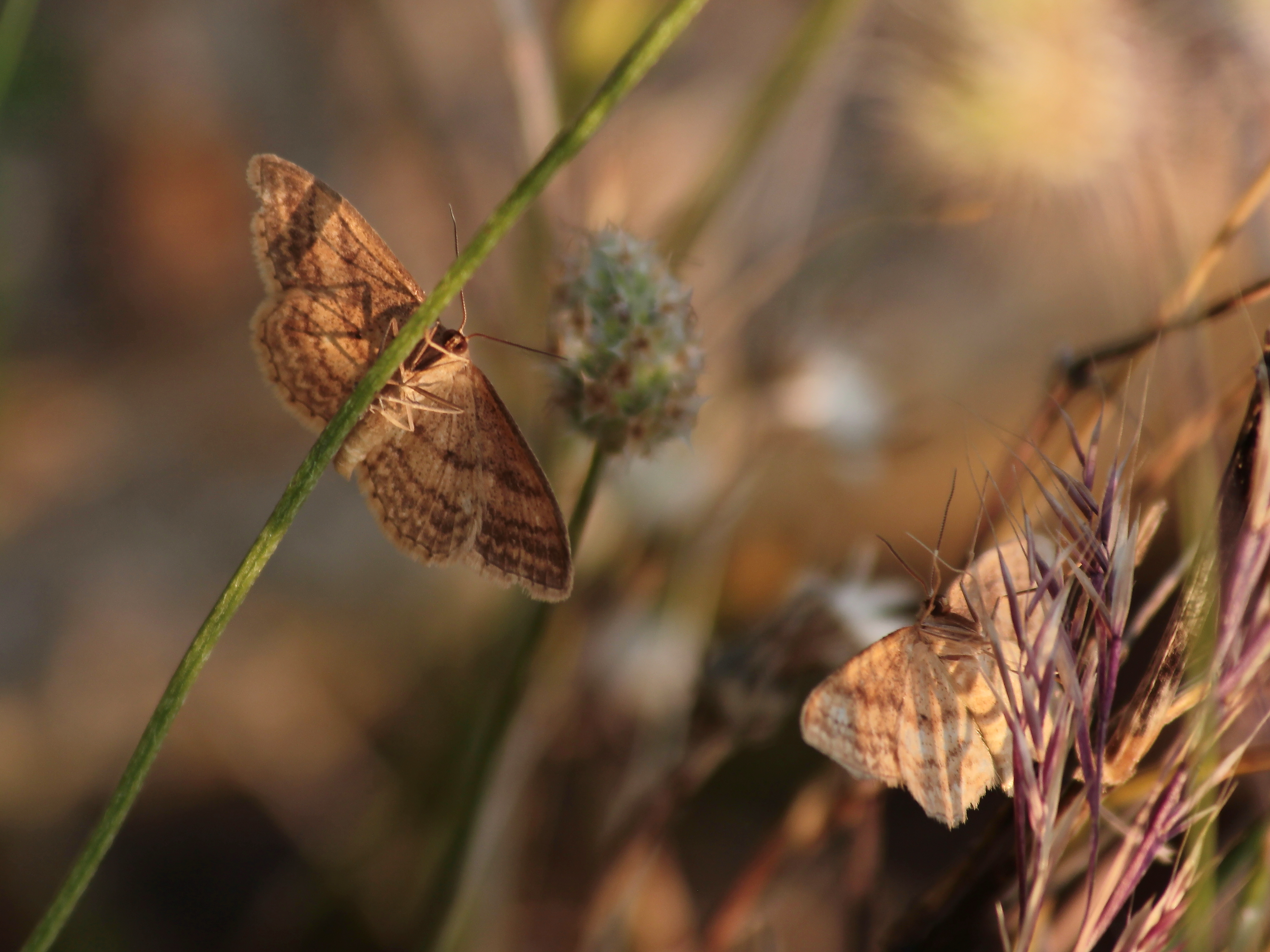
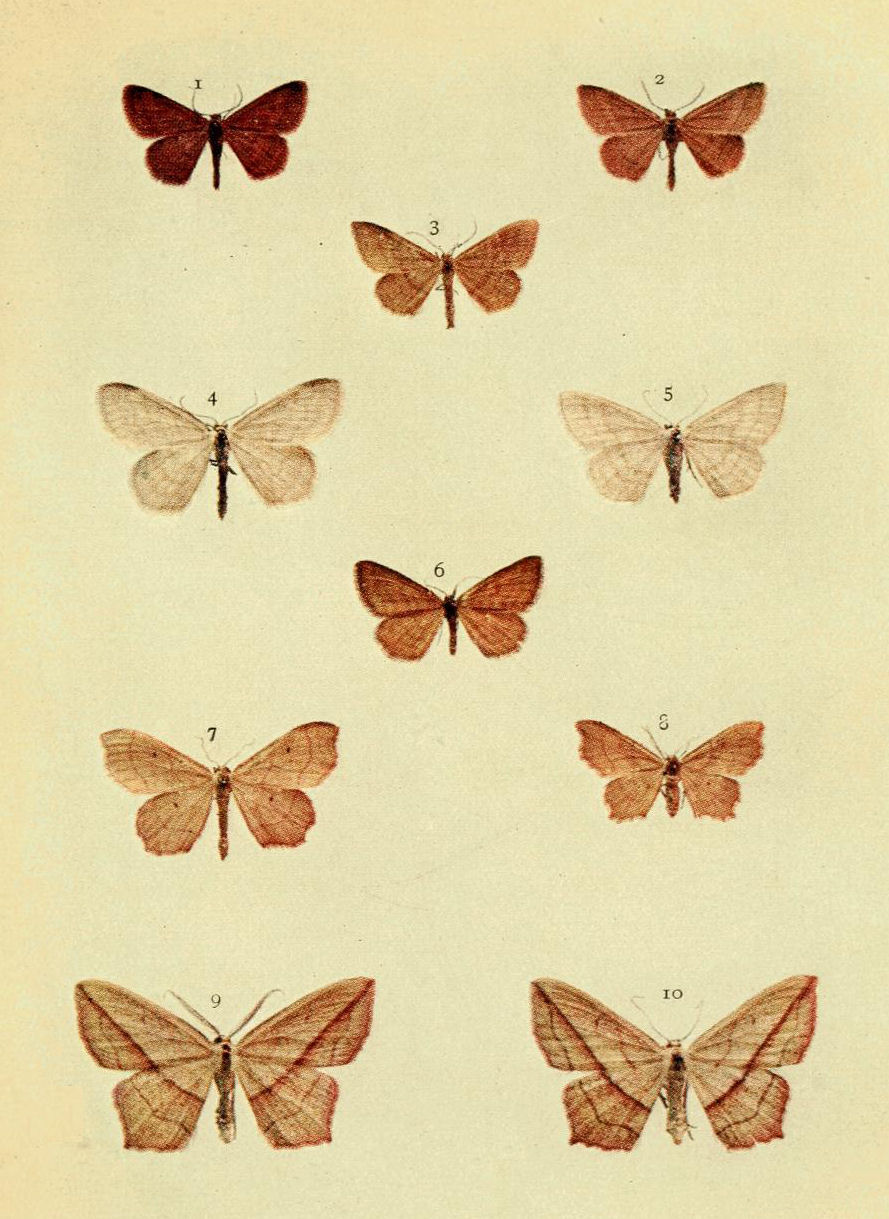